# Chelonus nigripes (Rao & Chalikwar)
Chelonus nigripes is een insect dat behoort tot de orde vliesvleugeligen (Hymenoptera) en de familie van de schildwespen (Braconidae). De wetenschappelijke naam van de soort werd voor het eerst geldig gepubliceerd door Rao & Chalikwar in 1971.